# Daïra de Tizi Ouzou
Pour les articles homonymes, voir Tizi Ouzou (homonymie).
La daïra de Tizi Ouzou est une circonscription administrative algérienne située dans la wilaya de Tizi Ouzou et la région de Kabylie. Son chef-lieu est situé sur la commune éponyme de Tizi Ouzou.

## Communes
La daïra est composée d'une seule commune: Tizi Ouzou.
La population totale de la daïra est de 135 088 habitants pour une superficie de 102,36 km2.

## Localisation
| Daïra de Draâ Ben Khedda |                      | Daïra d'Ouaguenoun                                 |
| Daïra de Draâ Ben Khedda | daïra de Tizi Ouzou  | Daïra d'Azazga                                     |
| Mâatkas                  | Daïra de Beni Douala | Daïra de Tizi Rached, Daïra de Larbaâ Nath Irathen |

## Cimetières
- Cimetière de Tizi Ouzou